# IC 2948
IC 2948 је емисиона маглина у сазвјежђу Кентаур која се налази на листи објеката дубоког неба у Индекс каталогу.
Деклинација објекта је - 63° 26' 36" а ректасцензија 11h 39m 5,0s. IC 2948 је још познат и под ознакама ESO 94-SC5 involved.